# Mösern
Mösern è una località abitata di 344 abitanti del comune austriaco di Telfs, nel distretto di Innsbruck-Land in Tirolo.

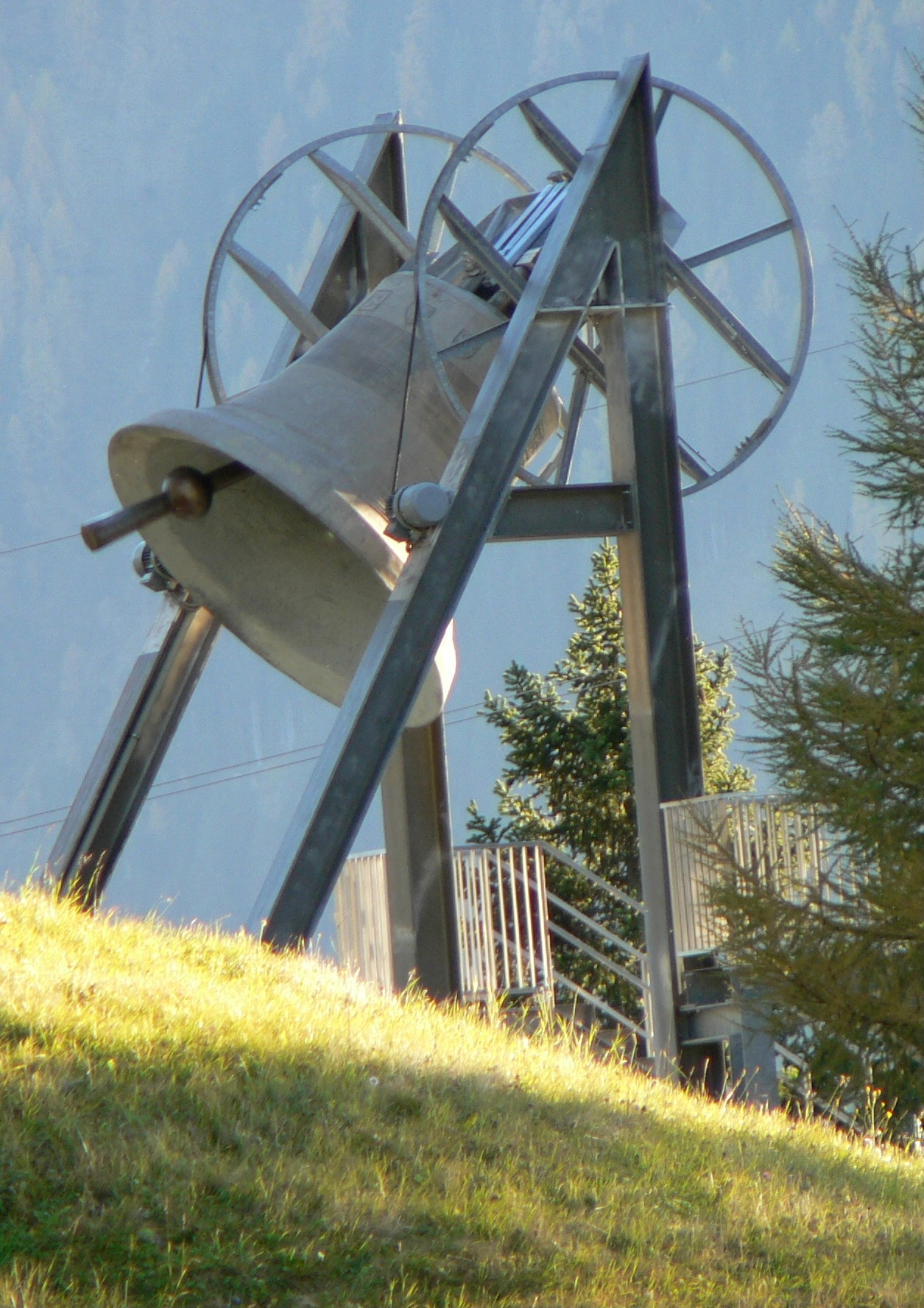
La Friedensglocke des Alpenraumes

Si trova nel centro della valle del fiume Inn ed è conosciuto anche con il nome di "Villaggio della Pace" (Friedensdorf) per la presenza della Friedensglocke des Alpenraumes ("Campana della pace"), la più grande campana del Tirolo come anche la più grande campana all'aperto dell'intero arco alpino .

## Galleria d'immagini

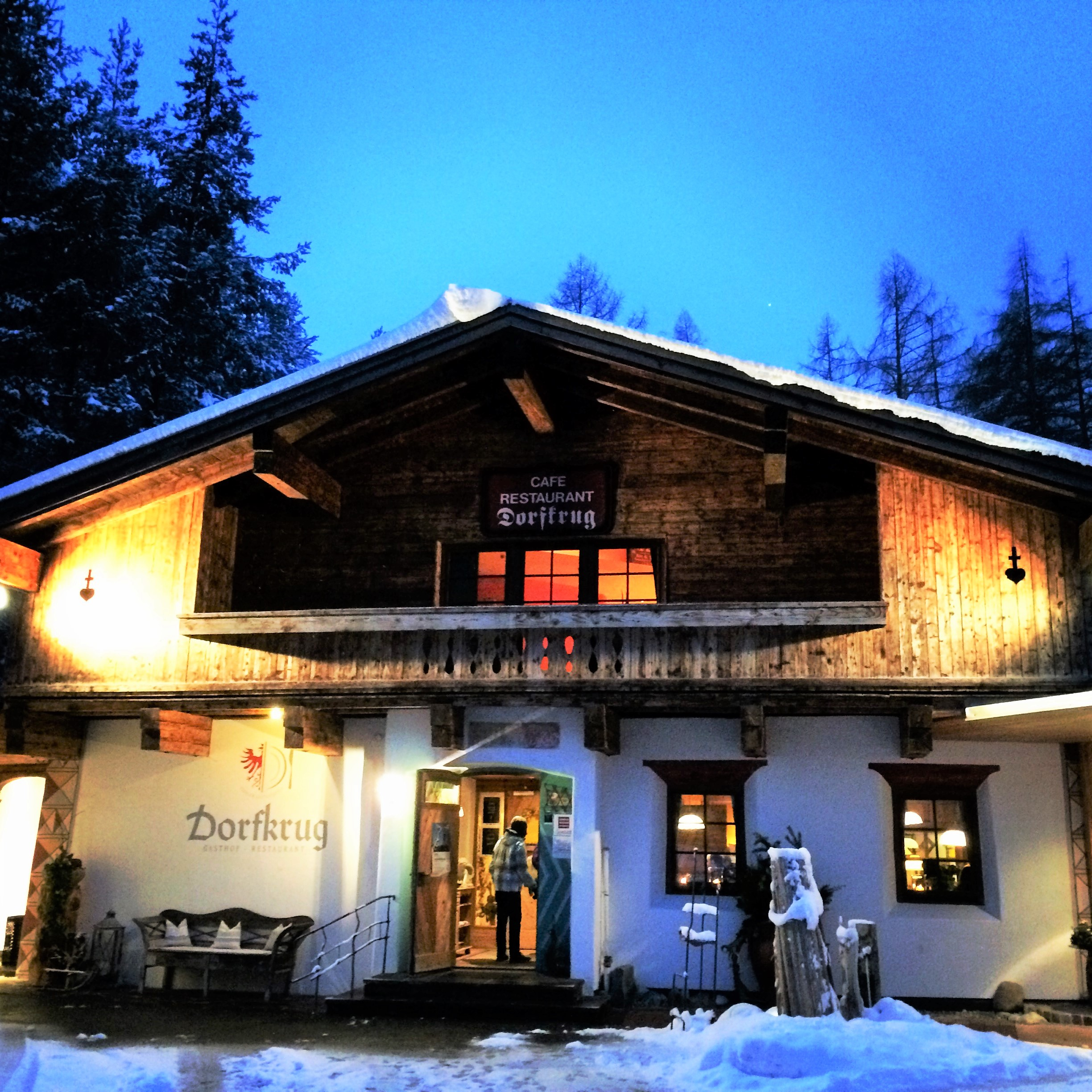
Il rinomato ristorante Dorfkrug a Mösern
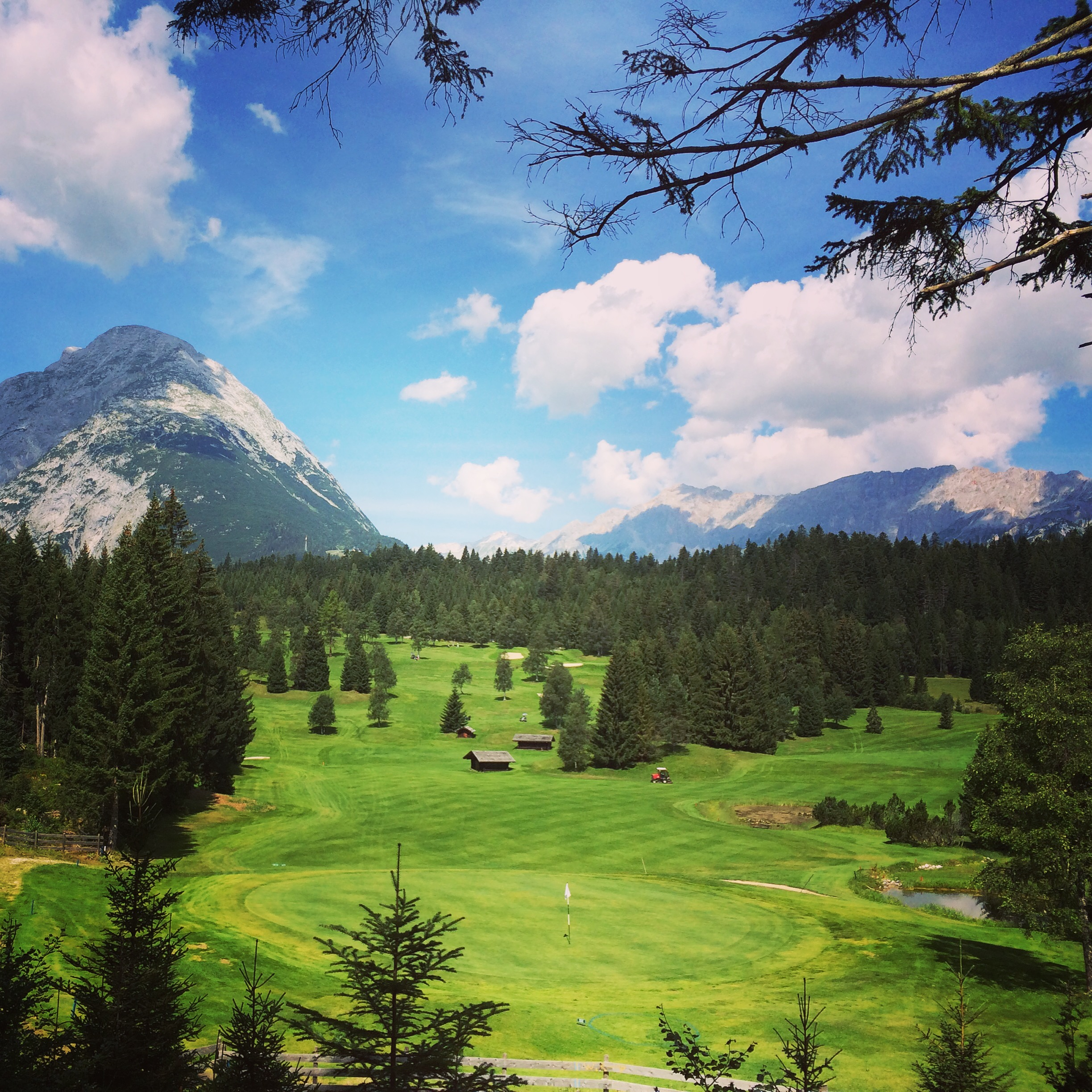
Il Golfplatz
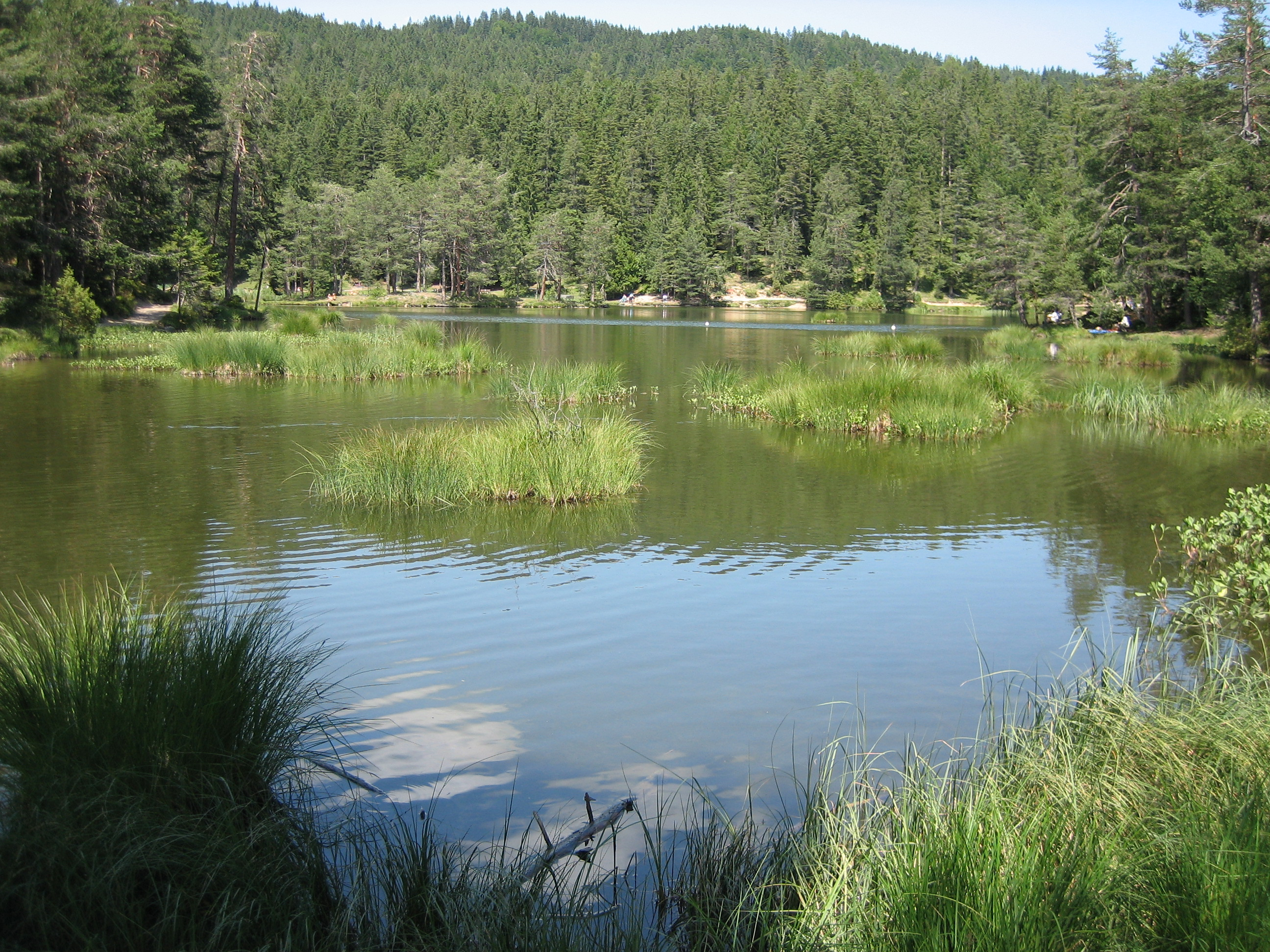
Il lago Möserer See
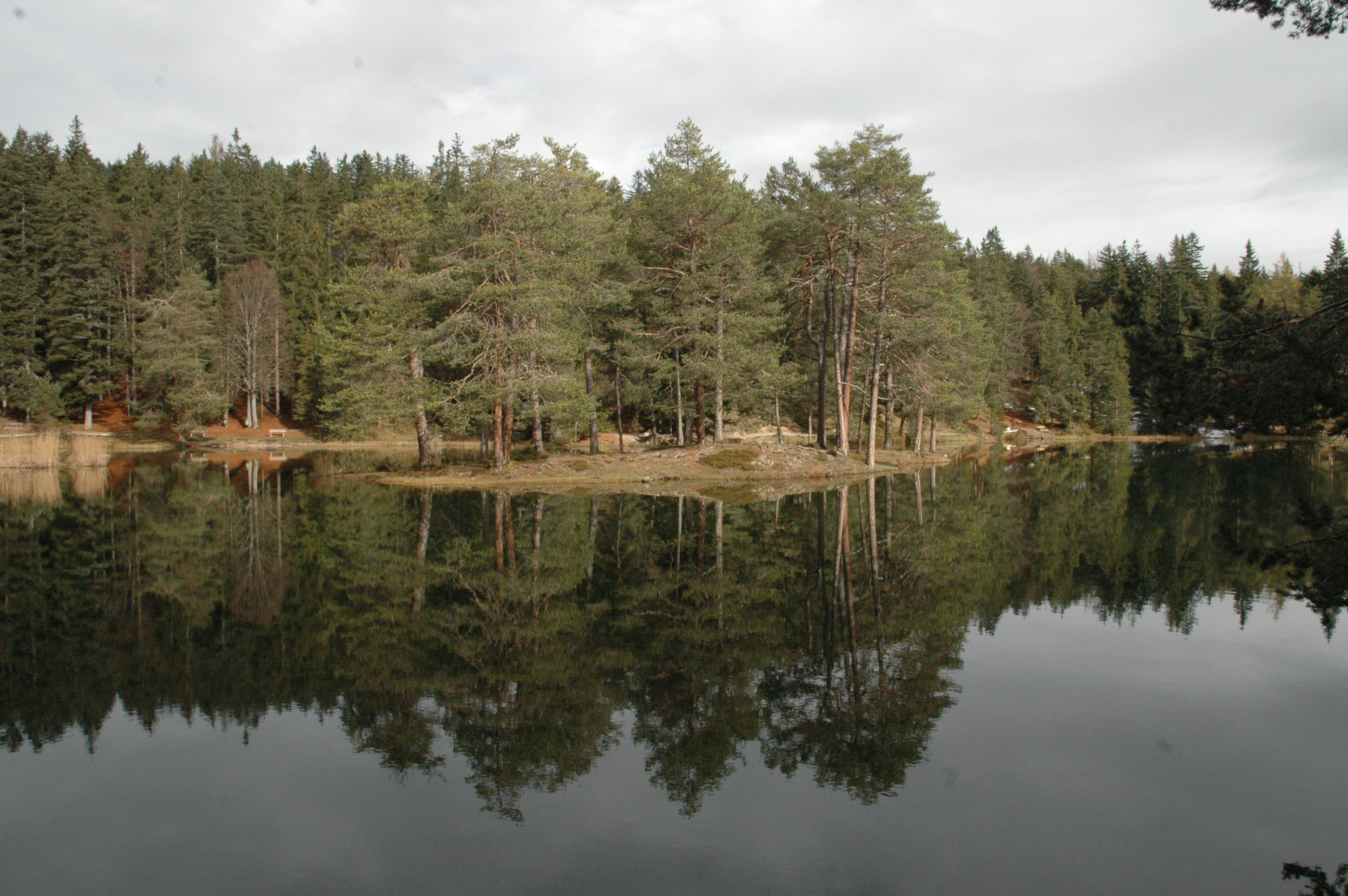
Il Möserer See nei colori autunnali